# Mariela Arvelo
Mariela Arvelo (Caracas, Venezuela, 27 de noviembre de 1939) es una poetisa, cuentista y novelista venezolana. Licenciada en Letras por la Universidad Central de Venezuela, en 1978 participó en el Tercer Congreso Interamericano de Escritoras realizado en Ottawa, Canadá. En 1983 coordinó el proyecto: Arte indígena en Venezuela. Ha publicado un libro de relatos y cinco novelas, entre las que figura una trilogía sobre los indígenas latinoamericanos, uno de los cuales la hizo merecedora del Premio Municipal de Literatura en su país, en 1982. Además ha publicado 15 libros infantiles y ha hecho traducciones de libros del inglés al español.

## Biografía
Mariela Arvelo nació el 27 de noviembre de 1939 en Caracas, Venezuela. Su madre, Rosa Dolores Ramos, fue originaria de Acarigua y su padre, Alberto Arvelo Torrealba, abogado, poeta y político con diferentes cargos como embajador, fue nativo de Barinas. Tuvo un solo hermano, Alberto.
Los primeros años de su vida transcurrieron en el estado Barinas, donde su padre fue gobernador. Cuando contaba con cinco años se trasladaron a París ya que su padre ejercería como diplomático. Luego regresaron a Venezuela, tras una corta estadía en Nueva York. A su llegada a Venezuela, la familia se radicó en Acarigua, donde estudió parte de su escuela primaria.
Su padre fue nombrado embajador de Venezuela en Bolivia y debió viajar junto a su familia en 1950. En este país tuvo sus primeros contactos con algunos grupos indígenas como los quechua y los aimara, impactando su atención por su cultura, situación que en el futuro también sentiría en México.
Nuevamente retornaron a Venezuela en 1952, residenciándose en Caracas, donde finalizó los estudios de primaria en el Colegio San José de Tarbes. En 1953 viajó a Italia por el nombramiento de su padre como embajador. En Roma estudió en el “Marymount International School”, colegio inglés. También en Roma aprendió a hablar italiano y escribió su primer cuento de terror luego de conocer el Museo Nacional Etrusco.
En 1957 se casó con el ingeniero Antonio Rodríguez Tamayo y tuvieron cuatro hijos. En 1961 viajó a Los Ángeles, California, en compañía de su esposo y sus dos primeros hijos, allí participó en Cursos de Extensión de Sociología y Antropología en la Universidad del Sur de California.
Dos años después regresó a Caracas y trabajó como profesora de inglés. Posteriormente creó el Instituto “English for Children”, que estaba ubicado dentro de su propia casa. Luego, en la década de los 70, fue fundadora y directora del “Centro Infantil Divina Pastora”, para niños en edad preescolar. En esa misma década fallecieron sus padres.

## Carrera
En 1975 se graduó como Licenciada en Letras en la Universidad Central de Venezuela y desde ese momento comenzó a escribir. Ese mismo año publicó su primer libro: “Vitrales”, con el cual obtuvo Mención de Honor del Premio Municipal de Literatura y poco después el segundo: “El Trueno fue una de mis Tumbas”. En 1979 obtuvo el primer premio del concurso nacional de cuentos “Pío Tamayo”. En estos primeros libros narra una serie de cuentos basados en personajes, algunos reales y otros imaginarios, de cuya personalidad “se apodera” al ser narrados en primera persona. Igualmente, la autora transmite al lector el sentimiento de liberación de ese desarraigo que sintió durante su infancia y juventud, al no contar con una vivienda permanente debido a los múltiples viajes por varios continentes, que debió hacer la familia por ser su padre diplomático.
El interés por los pueblos y culturas indígenas de Latinoamérica la llevó a estudiar los indígenas de Venezuela y a reunirse con destacados antropólogos. Visitó las etnias indígenas del Delta del Orinoco y el Amazonas y en 1983 coordinó el proyecto “Arte Indígena de Venezuela”, con una exposición de más de 400 obras artísticas de 18 grupos indígenas de Venezuela, la cual fue expuesta en Venezuela y Colombia.
Posteriormente publicó su trilogía indígena: “Akaida”, sobre los warao del Delta del Orinoco (Mención de Honor Premio Municipal de Literatura); “Orasimi”, sobre los yanomami del Alto Orinoco (Premio Municipal de Literatura), y en 1987 “ Irena”, sobre los barí, de la Sierra de Perijá, y los chibchas de la altiplanicie bogotana. En este último libro demuestra que los pueblos indígenas chibcha de Colombia y barí de Venezuela, fueron en esencia, la misma tribu. La Dra. Ana María Barrios Sánchez, de la Universidad de Salamanca, hizo un extenso y detallado análisis de esta novela en 1996.
En 1978 participó en el Tercer Congreso Interamericano de Escritoras realizado en Ottawa, Canadá, donde presentó su trabajo “Cinco voces venezolanas del presente”; y en 1980, participó por Venezuela en el “International Writing Program” en Iowa City, USA, que anualmente reúnen escritores del mundo entero. Allí fue nombrada “Miembro Honorario de la Universidad de Iowa”. Poco después asistió a los cursos de literatura africana en Iowa City y tradujo al español uno de los libros fundamentales de África Oriental: La Canción de Lawino, del poeta ugandés Okot p’ Bitek, bajo la supervisión del profesor Peter Nazareth.
Regresó a Venezuela y continuó escribiendo, pero esta vez concentrando su atención en literatura infantil. Publicó más de 12 obras infantiles, entre las que destaca “La Dama de los Cardos”, cuento para niños basado en una secuencia de cuadros del pintor larense Trino Orozco. También escribió para la Revista Nacional de Cultura, la revista “Tricolor” y el papel literario del periódico “El Universal”.
Otra de las pasiones de la escritora ha sido la historia y cultura de España. En un viaje turístico que hizo con su esposo en 1983, siguió la llamada “Ruta de Don Quijote”, y tras años de investigación y trabajo, publicó “Azahara y el Califa”, novela centrada en la España musulmana del siglo X. En esta obra narra la historia del primer califa de Córdoba, Abderramán III, quien construyó para Azahara, su esposa favorita, la ciudad de Medina Azahara.
En 2001 se mudó con su esposo y su tercer hijo a El Tocuyo, en el estado Lara en Venezuela, donde ha vivido desde entonces. En esta nueva etapa de su vida ha colaborado con el diario “El Informador” de Barquisimeto, tuvo bajo su responsabilidad la edición de un libro de Eduardo Gómez Tamayo y ha participado en actividades universitarias de la Universidad Centroccidental Lisandro Alvarado (UCLA), dedicadas al estudio de su obra literaria. En 2015 escribió, dentro del género biográfico, un libro titulado “El Caballero Andante y la Pluma de Oro; Vida y Obra de Rafael Arévalo González”, donde se describe la vida de este político y periodista venezolano.
Actualmente continúa dando clases de inglés a niños, escribiendo y trabajando en la organización de su extensa Obra Poética.

## Obra literaria

### Relatos
- Vitrales (1975).
- Cuaderno del Adiós (2017).

### Poesía
- Aquella Vez un Campo (2017).
- Pradera de los Astros (2017).

### Novelas
- El Trueno fue una de mis Tumbas (1979).
- Akaida (1980).
- Orasimi (1982).
- Irena (1987).
- Azahara y el Califa (1.ª edición: 2004, 2.ª edición. 2018).
- La Sultana Aurora (2017).

### Biografías
- El Caballero Andante y la Pluma de Oro; Vida y Obra de Rafael Arévalo González (2016)
- Coplero que canta y toca. Escogidos apuntes sobre la vida y obra de Alberto Arvelo Torrealba (2020)

### Literatura infantil
- La Dama de los Cardos.
- Cuentos y Versos Populares
- Mitos y Leyendas Indígenas
- Cuentos Indígenas Venezolanos
- Etnias Indígenas de Venezuela
- Efemérides Escolares
- Efemérides Escolares (Manual del Docente)
- Valores del Preescolar
- El ABC de los Valores (1.er Grado)
- El ABC de los Valores (2.º Grado)
- El ABC de los Valores (5.º Grado)
- El ABC de los Valores (6.º Grado)
- El Cangrejo con Tenazas de Oro
- La Historia de Ron-Ron
- Tu-Tu Rojo, El Camión Barcón

### Traducciones
- La Canción de Lawino.